# Borys Loschkin

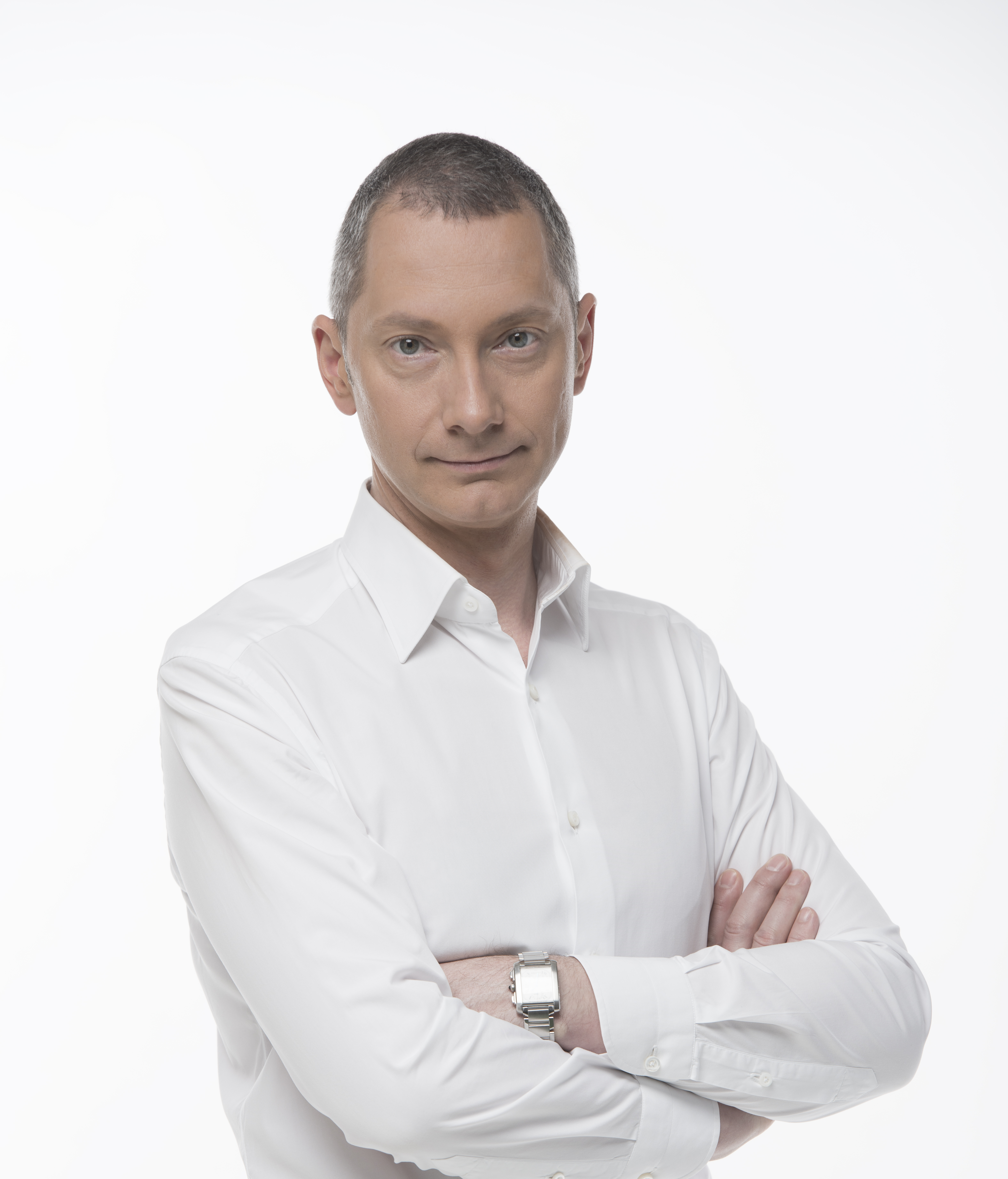
Borys Loschkin im März 2011

Borys Jewhenowytsch Loschkin (* 23. Oktober 1971 in Charkiw, Ukrainische SSR) ist ein ukrainischer Medienunternehmer und Politiker.
Loschkin wurde am 10. Juni 2014 per Dekret des Präsidenten der Ukraine Petro Poroschenko zum Leiter der Präsidialverwaltung der Ukraine ernannt und war seit dem 16. Juni 2014 Mitglied des Nationalen Sicherheits- und Verteidigungsrat der Ukraine.
Am 29. August 2016 wurde er aus dem Amt des Leiters der Präsidialverwaltung entlassen.
Als Präsident des Verwaltungsrats und Vorsitzender der United Media Holding group sowie Vorstandsmitglied der World Association of Newspapers steht Loschkin in der Liste der Einflussreichsten Medienmanager der GUS im Jahr 2013 auf Platz 17.

## Biographie
Im Alter von 14 Jahren begann Loschkin als freier Journalist zu arbeiten. 1986 schloss er das Gymnasium in Charkiw ab und arbeitete seit 1988 als Journalist für eine Charkiwer Zeitung. 1990 gründete Loschkin die private Zeitung ATV (Charkiw), in der er auch als Chefredakteur tätig war und von 1990 bis 1994 studierte er am Staatlichen Pädagogischen Institut Charkiw russische Sprache und Literatur. In den folgenden Jahren baute Loschkin ein Mediengruppe auf. Am 4. Juni 2003 wurde ihm durch den Präsidenten Leonid Kutschma der Titel Verdienter Journalist der Ukraine verliehen.
Loschin ist verheiratet und hat eine 1994 geborene Tochter.
Er ist Präsident der Jüdischen Konföderation der Ukraine, Vizepräsident des Jüdischen Weltkongresses und Erster Vizepräsident des Euro-Asiatischen Jüdischen Kongresses.

## Werke
Borys Loshkin, Die vierte Republik. Warum Europa die Ukraine braucht, und die Ukraine – Europa. Unter Beteiligung von Wolodymyr Fedorin. Kyiv, Novyj Druk, 2016. ISBN 978-617-635-090-3